# Copeland Islands Marine Park
Copeland Islands Marine Park är en provinspark i Kanada.   Den ligger i Powell River Regional District och provinsen British Columbia, i den sydvästra delen av landet, 3 600 km väster om huvudstaden Ottawa. Copeland Islands Marine Park ligger 23 meter över havet. Den ligger i ögruppen Copeland Islands.
Terrängen runt Copeland Islands Marine Park är kuperad åt nordost, men åt sydväst är den platt. Havet är nära Copeland Islands Marine Park åt sydväst. Trakten är glest befolkad. Närmaste större samhälle är Lund, 4,8 km sydost om Copeland Islands Marine Park. 